# نهر كوانزا
نهر كوانزا هو نهر في أنغولا. يصب في المحيط الأطلنطي إلى الجنوب من العاصمة لواندا.وهو النهر الأنغولي الوحيد ذو الأهمية الاقتصادية. النهر صالح للملاحة لحوالي 150 ميلاً (240 كم) من مصبه، ويقع على بعد 60 كيلومترًا (37 ميلًا) جنوب لواندا. لكنه لا يستخدم إلا قليلاً في النقل بسبب ضحالته في موسم الجفاف.
ويعطي النهر اسمه لاثنتين من مقاطعات البلاد: كوانزا نورتي وتقع شماله، وكوانزا سول وتقع جنوبه. وهو مصدر للطاقة الكهرومائية لأنغولا من خلال سد كاباندا الذي أقيم في مقاطعة ملانجي عام 2004. ويوفر النهر مياه لري محاصيل قصب السكر وغيرها في واديه. ويعطي النهر اسمه كذلك لعملة البلاد كوانزا.

## الحياة البرية
عثر على تنوع بيولوجي في النهر، ووفقًا لبحث نُشر على موقع شبكة العلوم والتنمية. وجد أول إحصاء للتنوع البيولوجي حتى الآن 50 نوعًا من الأسماك. ويقول باحثون من المعهد الوطني لبحوث الصيد والمعهد الجنوب أفريقي للتنوع البيولوجي المائي إن الاختبارات الجينية قد تكشف عن أنواع جديدة.